# Point Roberts (Washington)
Point Roberts es un área no incorporada ubicada en el condado de Whatcom en el estado estadounidense de Washington. Políticamente forma parte de Estados Unidos aunque no está conectado físicamente. Por tierra se puede acceder atravesando territorio canadiense, y directamente solo se puede acceder por avión, ferry o barco.

## Geografía
Point Roberts se encuentra ubicado en las coordenadas 49°0′0″N 123°3′53″O / 49.00000, -123.06472.